# Златната мълния
„Златната мълния“ е български телевизионен филм (детски, приключенски) от 1974 година на режисьора Видослава Гъркова. Сценарист Георги Костов, оператор Стефан Кебапчиев.

## Актьорски състав
| Роля | Изпълнител      |
| ---- | --------------- |
|      | Георги Парцалев |
|      | Жени Филипова   |
|      | Лили Енева      |